# RBD, la familia
RBD: La Familia (também conhecido como La familia RBD), é uma série de televisão mexicana de comédia de situação criado por Pedro Damián e produzida pela Televisa. Mostra de forma fictícia a vida dos integrantes do grupo pop musical RBD em 13 episódios. A série, que estreou em 14 de março de 2007, foi exibida originalmente pela emissora de televisão Sky México.
RBD: La Familia foi escrita por María Eugenia Cervantes, Pedro Armando Rodríguez e Alejandra Romero, com direção de Juan Carlos Muñoz e produção de Pedro Damián e Luis Luisillo Miguel.

## Produção

### Abertura
A sequência de abertura é dividida em duas etapas: a primeira consiste em vídeos do episódio em exibição e a segunda é composta por fotografias dos integrantes do RBD, e conta com o elenco regular da série. A sequência termina com uma imagem do símbolo oficial do RBD, e, logo abaixo, escrito "La Familia". A sequência de abertura é a mesma do início ao fim da série, com duração aproximada de um minuto.

## Elenco
Protagonizada por Anahí, Dulce María, Alfonso Herrera, Christopher Uckermann, Maite Perroni, e Christian Chávez, RBD: La Familia contou com a participação de diversos outros artistas que, mesmo desempenhando papéis secundários, em sua maioria, estiveram presentes do início ao fim do programa. Alguns, por sua vez, já haviam atuando com estes em outra produção da Televisa (Rebelde), como é o caso do ator Ronald Duarte e da atriz Allisson Lozano.
| Intérprete            | Personagem            |
| --------------------- | --------------------- |
| Alfonso Herrera       | Poncho                |
| Anahí                 | Annie                 |
| Dulce María           | Dul                   |
| Christopher Uckermann | Ucker                 |
| Christian Chávez      | Chris                 |
| Maite Perroni         | May                   |
| Felipe Nájera         | Michail Grotoslovisck |
| Allisson Lozz         | Barbara               |
| Arap Bethke           | Álvaro                |
| Mariana Ávila         | Mimi                  |
| Andrea Damián         | Daniela               |
| Ari Borovoy           | Axel Cooper           |
| Maximiliano Villegas  | Tony                  |
| Ximena Díaz           | Fabiola               |
| Mercedes Vaughan      | Beba Rodríguez        |
| Jacqueline Voltaire   | Mãe de Tony           |
| Jesus More            | Nacho                 |
| Alejandro Félix       | Germán                |
| Ronald Duarte         | Ronald                |

## Exibição

### No Brasil
No Brasil, a série foi exibida na Rede Brasil de Televisão em junho de 2009, dentro do bloco independente Fator X nos finais das tardes de sábado. A série chegou a ser adquirida pelo SBT, sendo totalmente redublada a pedido da emissora, mas nunca foi ao ar, apesar da existência de um abaixo-assinado idealizado por fãs em 2011. Em 2024, o Globoplay adquiriu os direitos de exibição da série e lançou todos os episódios na plataforma em 16 de julho com uma nova dublagem.

## Episódios
| Temporada | Temporada | Episodios | Exibição original   | Exibição original   |
| Temporada | Temporada | Episodios | Estreia             | Final               |
| --------- | --------- | --------- | ------------------- | ------------------- |
|           | 1         | 13        | 14 de março de 2007 | 13 de junho de 2007 |

### Temporada 1 (2007)
| N.º na série | N.º na temp. | Título                                                                                       | Dirigido por      | Escrito por                                            | Exibição original   |
| --- | ------------ | -------------------------------------------------------------------------------------------- | ----------------- | ------------------------------------------------------ | ------------------- |
| 1 | 1            | "¿De verdad son besos de mentira?" "São Mesmo Beijos de Mentira?"                            | Juan Carlos Muñoz | María Balmori Pedro Armando Rodriguez Alejandra Romero | 14 de março de 2007 |
| A banda RBD estão fechando seus shows com beijos entre os casais criados na banda. Nos bastidores, essa demanda cria um ambiente estressante entre os seis membros da banda, todos os quais são reportados na TV sem o consentimento deles. Cada um deles terá que descobrir, por conta própria, se os beijos significam algo mais para eles, porque eles só estão colocando-os em problemas. |              |                                                                                              |                   |                                                        |                     |
| 2 | 2            | "We Are Family" "Somos Uma Família"                                                          | Juan Carlos Muñoz | María Balmori Pedro Armando Rodriguez Alejandra Romero | 28 de março de 2007 |
| Os membros da banda finalmente conseguem um dia de folga do trabalho. Cada um tem planos de ir a algum lugar no centro da cidade. Annie (Anahí) vai a uma festa com o namorado. Poncho (Alfonso Herrera) vai para sua festa de aniversário com sua namorada. Dul (Dulce María) vai para uma galeria de arte. Ucker (Christopher Uckermann) vai para um clube. May (Maite Perroni) vai para um lugar espiritual. Depois, Dul acaba no apartamento de Ucker e eles contam um ao outro sobre como os encontros foram horríveis, e acabam saindo para comer. |              |                                                                                              |                   |                                                        |                     |
| 3 | 3            | "El Que Quiera Azul Celeste... Que Se Acueste!" "Quer Moleza? Senta no Pudim!"               | Juan Carlos Muñoz | María Balmori Pedro Armando Rodriguez Alejandra Romero | 4 de abril de 2007  |
| O RBD vai para uma festa de lançamento do seu novo álbum, Celestial. Dul notou um cara bonito e se interessou por ele, especialmente por suas nádegas. |              |                                                                                              |                   |                                                        |                     |
| 4 | 4            | "Era Mi Primera Vez" "Foi Minha Primeira Vez"                                                | Juan Carlos Muñoz | María Balmori Pedro Armando Rodriguez Alejandra Romero | 11 de abril de 2007 |
| A banda está em uma academia. Annie e Dul ainda tentam lidar com o fato de que May é virgem. Chris ouviu as garotas conversando sobre isso e ficou animado. As garotas tentam encontrar um cara para o ginásio de maio, mas acabam encontrando nenhum que corresponda às suas expectativas. |              |                                                                                              |                   |                                                        |                     |
| 5 | 5            | "Feliz Cumpleaños, Annie" "Feliz Aniversário, Annie"                                         | Juan Carlos Muñoz | María Balmori Pedro Armando Rodriguez Alejandra Romero | 18 de abril de 2007 |
| É aniversário de 24 anos da Annie. Ela está deprimida porque não tem namorado. O resto da banda decide dar uma festa surpresa para ela. Annie fica ainda mais deprimida quando Tony (Maximiliano Villegas) e Axel (Ari Borovoy) aparecem. No final, Annie e Axel começam a sair, e Poncho fica louco porque a festa deu errado. |              |                                                                                              |                   |                                                        |                     |
| 6 | 6            | "Ni Tan Bueno, Ni Tan Malo" "Nem Tão Bom, Nem Tão Ruim"                                      | Juan Carlos Muñoz | María Balmori Pedro Armando Rodriguez Alejandra Romero | 25 de abril de 2007 |
| Chris vai a um Conselho por um problema. Lá ele conhece uma garota chamada Daniela (Andrea Damián). Daniela ajuda-o a resolver seu problema com o pênis não funcionando como deveria, depois ele entra no escritório para encontrar Fabiola (Ximena Díaz), a namorada de Poncho, traindo-o. |              |                                                                                              |                   |                                                        |                     |
| 7 | 7            | "La Responsabilidad... De Ser un Irresponsable" "A Responsabilidade... de Ser Irresponsável" | Juan Carlos Muñoz | María Balmori Pedro Armando Rodriguez Alejandra Romero | 2 de maio de 2007   |
| Axel se separa de Annie. Ucker diz a Dul que ele estava apaixonado por ela, mas depois age como se nunca tivesse dito nada a ela. |              |                                                                                              |                   |                                                        |                     |
| 8 | 8            | "Bajo el Mismo Techo (Juntos y Revueltos)" "Sob o Mesmo Teto - Juntos e Misturados"          | Juan Carlos Muñoz | María Balmori Pedro Armando Rodriguez Alejandra Romero | 9 de maio de 2007   |
| Como o apartamento dos meninos está sendo consertado, eles precisam morar com as garotas. As meninas logo se arrependem de ter aberto as portas para eles. Logo, o apartamento das garotas parece como se um tornado tivesse acabado de passar um furacão e isso deixou as três irritadas. Enquanto isso, Dul trata Ucker ainda mais decepcionante como ela fez antes e, no final, Ucker descobre o motivo. Chris diz a Ucker e Annie que ele viu Fabiola traindo Poncho. Annie então diz a Dul e May. Todos os quatro pressionam Chris para contar a Poncho a verdade sobre Fabiola. No final, Chris é forçado por todos os seus amigos a contar a verdade a Poncho. |              |                                                                                              |                   |                                                        |                     |
| 9 | 9            | "Reparaciones" "Reparações"                                                                  | Juan Carlos Muñoz | María Balmori Pedro Armando Rodriguez Alejandra Romero | 16 de maio de 2007  |
| As consequências de Chris dizer a Poncho a verdade sobre sua namorada deixa Poncho irritado com seus amigos e confuso com Fabiola. Ucker e Dul tiram seus dentes do siso e passam o dia inteiro juntos. Ucker e Dul se beijam, apenas para serem interrompidos quando Chris entra e fala sobre o novo interesse amoroso de Ucker, fazendo com que Dul fique bravo e saia do quarto. Annie fica com raiva quando ela descobre que Poncho, apesar de Fabiola ter traído ele, decide ficar com ela. |              |                                                                                              |                   |                                                        |                     |
| 10 | 10           | "Bésame Sin Miedo" "Me Beija Sem Medo"                                                       | Juan Carlos Muñoz | María Balmori Pedro Armando Rodriguez Alejandra Romero | 23 de maio de 2007  |
| A banda é flagrada em uma casa mal-assombrada enquanto gravava seu novo videoclipe de "Bésame Sin Miedo". Na casa há um fantasma feminino que espera por amor, que se parece com Chris. À noite, quando eles estão gravando o vídeo, as luzes se apagam e May explica que o fantasma está querendo ver seu amor novamente, o que assusta as amigas. Annie acaba com Poncho na noite e Dul com Ucker. Annie e Poncho ficam horrorizados e Poncho admite a Annie que ele acha que ela é a mulher mais bonita que ele já viu e que ele a amaria para ser mais do que uma amiga ou uma irmã, mas Annie não ouviu, porque ela tinha coberto suas orelhas. Ucker deu um beijo em Dul, mas correu depois. |              |                                                                                              |                   |                                                        |                     |
| 11 | 11           | "Los Amigos de Mis Amigos, Son Mis Amigos" "Os Amigos dos Meus Amigos São Meus Amigos"       | Juan Carlos Muñoz | María Balmori Pedro Armando Rodriguez Alejandra Romero | 30 de maio de 2007  |
| Dul conhece um dos amigos de Ucker que se interessa por ela. Ela pega um gosto para ele, mas nada acontece porque Ucker diz a seu amigo que Dul tem herpes, mas, em seguida, Dul exige que Ucker diga a verdade a seu amigo e assim ele faz. Poncho e Fabiola se despedem e se separam. Axel e Tony terminam com Annie depois que eles percebem que ela estava brincando com os dois. O amigo de Dul e Ucker sai em um encontro e no final do dia, ele diz algo que a irrita, fazendo com que ela dê um soco nele. Dul então revela a Ucker que o amigo o lembrou de Ucker, e é por isso que ela gostou tanto dele; mas ela imaginou, por que a cópia (o amigo de Ucker), quando ela poderia ter o original (Ucker)? Dul e Ucker acabam se beijando por pelo menos 20 minutos, mas ambos dizem para o outro que é só beijar e nada mais.                                                                             |              |                                                                                              |                   |                                                        |                     |
| 12 | 12           | "Paparazzi" "Paparazzi"                                                                      | Juan Carlos Muñoz | María Balmori Pedro Armando Rodriguez Alejandra Romero | 6 de junho de 2007  |
| Os paparazzi descobrem onde a banda vive e decidem incomodá-los. Cada membro da RBD culpa os parceiros uns dos outros por que os paparazzi descobriram onde eles moram. Poncho culpa os ex-namorados de Annie, Annie culpa a ex de Poncho, Ucker culpa os amantes do passado de Dul, Dul e Chris culpam o novo cara misterioso de May, mas no final todos culpam o ex-amante louco de Chris. Enquanto a banda tenta escapar dos paparazzi, Ucker e Dul tentam fugir juntos para Cuernavaca. Dul e Ucker quase fazem sexo no armário, Annie e Poncho quase se beijaram duas vezes, mas o grupo continuou atrapalhando. Mais tarde, o rádio disse que Dul e Ucker estão juntos (o que é verdade) e disse que ela está esperando um bebê, o que não é verdade. O grupo encontra uma maneira de sair de seus apartamentos disfarçados.                                                                                   |              |                                                                                              |                   |                                                        |                     |
| 13 | 13           | "Confesiones" "Confissões"                                                                   | Juan Carlos Muñoz | María Balmori Pedro Armando Rodriguez Alejandra Romero | 13 de junho de 2007 |
| Final 1: O final da temporada. Todos eles vão a um casamento; Alemão diz a May que ele é gay. Annie diz a Poncho que ela está apaixonada por ele, e ele diz a ela que está apaixonado por ela também. Ucker e Dul se beijam e acabam fazendo amor. Annie e Poncho se beijam mostrando o amor que têm um pelo outro, mas Fabiola diz a ele que está grávida de seu filho e ele desmaia. Final 2: Quando o Alemão diz a May que ele é gay, ela começa a dizer que não acredita mais nessas coisas, mas então outro cara veio para a mesma sala e ambos acreditaram na mesma coisa e se apaixonaram à primeira vista. Annie e Poncho se beijam quando Fabiola chega. Ela logo sai e não encerra o momento de Annie e Poncho. Ao sair, Fabiola toca sua barriga, insinuando que está grávida. - Durante o casamento, eles pedem ao grupo para cantar um de seus sucessos. Dul sobe ao palco e interpreta "Quiero Poder". |              |                                                                                              |                   |                                                        |                     |

## Trilha sonora
RBD: La Familia é a primeira trilha sonora do grupo pop mexicano RBD. Foi lançado em 14 de março de 2007 pela gravadora EMI Music.
O álbum inclui a canção inédita "Quiero Poder", interpretada e co-composta pela integrante Dulce María, duas canções acústicas, uma canção ao vivo, e seis canções presente em álbuns anteriores do grupo. "The Family", tema de abertura da trama foi incluída na edição especial do álbum Celestial (2007).

### Lista de faixas
| Edição padrão  |                                    |                                                        |         |  |
| N.º            | Título                             | Compositor(es)                                         | Duração |  |
| 1.             | "Quiero Poder"                     | Dulce María Gonzalo Schroeder                          | 2:46    |  |
| 2.             | "Rebelde"                          | Carlos Lara Max di Carlo                               | 3:32    |  |
| 3.             | "Ensina-Me" (Em português)         | Javier Calderón Cláudio Rabello                        | 3:38    |  |
| 4.             | "Qué Hay Detrás" (Acústica)        | Lara di Carlo                                          | 3:47    |  |
| 5.             | "Así Soy Yo"                       | Fernando Rojo                                          | 3:08    |  |
| 6.             | "Qué Fue del Amor"                 | Armando Ávila                                          | 3:44    |  |
| 7.             | "Futuro Ex-Novio"                  | Sean Hosein Dane DeViller Steve Smith Anthony Anderson | 2:58    |  |
| 8.             | "Save Me"                          | Lara di Carlo Pedro Damián                             | 3:57    |  |
| 9.             | "Este Corazón" (Acústica)          | Ávila                                                  | 3:50    |  |
| 10.            | "Una Canción" (Ao vivo)            | José Roberto Matera Johann Daccarett                   | 4:38    |  |
| 11.            | "Detrás de "Quiero Poder"" (Vídeo) | María Schroeder                                        | 8:00    |  |
| Duração total: | Duração total:                     | Duração total:                                         | 43:04   |  |

## Recepção
A série RBD: La Familia não obteve grande êxito comercial, tendo sido exibido em poucos países nos quais o RBD era conhecido, a exemplo do México, Brasil e Estados Unidos. A série foi bem recebida por boa parte dos críticos em geral, tendo sido atribuída pelo Portal Yonkis quatro estrelas () descrita como uma série "muito boa".

## Encerramento
A primeira temporada terminou com um cliffhanger para a segunda temporada, mas com o anúncio do fim da banda RBD, a mesma foi cancelada e nunca produzida.